# José Manuel Quina
José Manuel Gentil Quina GOIH (Lisboa, Santa Isabel, 3 de outubro de 1935) é um ex-velejador português e medalhado olímpico.
Filho de Mário de Paxiuta e Quina e de sua mulher Maria Helena Mascarenhas Gentil, é o mais novo de seis irmãos.
Desportista, conquistou a medalha de prata na classe Star dos Jogos Olímpicos de Verão de 1960 em Roma, juntamente com seu irmão Mário Quina.
Participou também nos Jogos Olímpicos do México, em 1968, na Classe Star, e nos Jogos Olímpicos de Munique, em 1972, na Classe Finn.
Casou primeira vez com Maria de Lourdes Palanque Vinhas da Silva (Lisboa, [São Sebastião da Pedreira]], 13 de Outubro de 1935 - Lisboa, São Sebastião da Pedreira, 21 de Agosto de 1969), com geração - José Pedro Vinhas da Silva Gentil Quina, Nuno Duarte Vinhas da Silva Gentil Quina, Ana Rita Vinhas da Silva Gentil Quina Relvas. Cassou segunda vez com Ana Maria Ferreira de Paiva (1 de Dezembro, Porto) , com  geração -  Marta Ferreira de Paiva Gentil Quina Saluce de Sampaio e Rodrigo Ferreira de Paiva Gentil Quina.
Além de se ter destacado na Vela, foi também recordista de natação, tendo sido Campeão Nacional e Recordista Nacional e Ibérico em Mariposa e Crawl.
Palmarés na VELA

1948 Lusitos Troféu Nobre Guedes 1º
1950 Snipe Campeonato Nacional 2º
1952 Sharpie 12m2 Connaught Cup (Inglaterra) 1º
1952 Sharpie 12m2 Challenger Cup (Inglaterra) 1º
1952 Sharpie 12m2 Spring Race Cup (Inglaterra) 1º
1952 Sharpie 12m2 Campeonato Nacional 1º
1953 Sharpie 12m2 Connaught Cup (Inglaterra) 2º
1953 Sharpie 12m2 Spring Cup (Inglaterra) 4º
1953 Sharpie 9m2 Semana de Vela (Cascais) 1º
1953 Sharpie 9m2 Festival Náutico (Cascais) 1º
1957 Star Campeonato da Europa (Cascais) 4º
1958 Star Campeonato da Europa (Cascais) 5º
1959 Star Campeonato Nacional (Cascais) 1º
1960 Star Campeonato do Mundo (Califórnia) 5º
1960 Star Jogos Olímpicos de Roma 2º
(Medalha de Prata)
1960 Star Campeonato do Mundo (Rio de Janeiro) ?
1960 Star Jogos Luso-Brasileiros (Rio de Janeiro) 1º
1966 Finn Campeonato Nacional (Luanda) 1º
1967 Star Campeonato da Europa (Cascais) 4º
1967 Finn Campeonato da Europa (Nápoles) 8º
1967 Finn Campeonato Nacional 1º
1968 Star Campeonato Nacional (Cascais) 2º
1968 Star Jogos Olímpicos México 16º
1968 Finn Campeonato Nacional 1º
1969 Finn Campeonato Nacional 1º
1970 Star Campeonato Nacional (cascais) 1º
1970 Finn Campeonato Nacional 1º
1971 Star Campeonato Ibérico 1º
1971 Finn Campeonato Nacional (Lourenço Marques) 1º
1971 Finn Finn de Ouro (Lourenço Marques) 2º
1972 Finn Campeonato Nacional 1º
1972 Finn Semana de Travemunde (Alemanha) 1º
1972 Finn Jogos Olímpicos de Munique 11º
1973 Finn Campeonato Nacional (Luanda) 1º
1974 Finn Campeonato Nacional 1º
INTERRUPÇÃO DA ACTIVIDADE DESPORTIVA
1984 Sharpie 12m2 Campeonato da Europa (Torreira) 5º
1985 Sharpie 12m2 Campeonato Nacional 1º
1988 Sharpie 12m2 Campeonato Nacional 3º
1990 Sharpie 12m2 Campeonato Nacional 3º
2004 Cruzeiro ANC Campeonato Regional Centro 1º
2005 Cruzeiro ANC Campeonato Nacional 1º
2007 Cruzeiro ORC 610-645 – Troféu Infante D.Henrique 3º
2007 Cruzeiro ANC – Troféu Fim de Tarde – CNL 3º
2007 Cruzeiro ORC 610 – Troféu EPAL 1º
2007 Cruzeiro ORC450 – Chivas Sailing Cup 2º
2007 Cruzeiro ORC – Troféu Almada Forum 3º
2008 Cruzeiro ANC – Regata Caixa Galícia 1º
2008 Cruzeiro Aniversário ANL 1º

Palmarés na NATAÇÃO:

1951 100m Livres Campeonato Regional 1º
1951 3x100m Estilos Campeonato Regional 1º
1951 4x100m Estafeta Campeonato regional 1º
1951 100 m Mariposa Campeonato Nacional
(Foi recordista nacional e manteve o
recorde por 6 anos até o estilo ser
modificado) 1º
1951 100 m Crawl Campeonato Nacional 1º
1953 400m Crawl Campeonato Nacional (foi recordista nacional) 1º
1953 200m Crawl Campeonato Nacional 1º
1953 Travessia do Tejo 2º

## Honrarias
- Grande-Oficial da Ordem do Infante D. Henrique[4]
- 1960 – Menção Honrosa conferida pelo Comité Olímpico Português
- 1961 – Medalha de Mérito Desportivo conferida por Sua Excelência o Presidente da República Senhor Almirante Américo Tomás
- 1973 – Medalha Vasco da Gama conferida por Sua Excelência o Ministro da Marinha
- 1994 – Emblema de Ouro da Federação Portuguesa de Vela